# Otto Kumm
Otto Kumm (1. října 1909, Hamburg – 23. března 2004, Offenburg) byl německý vysoce postavený člen Waffen-SS v hodnosti SS-Brigadeführer a Generalmajor der Waffen-SS, velitel 7. dobrovolnické horské divize SS Prinz Eugen a 1. tankové divize SS „Leibstandarte SS Adolf Hitler“.

## Život
Narodil se 1. října 1909 v Hamburku jako syn obchodníka. Po studiu pracoval jako sazeč v tiskárně.
Dne 1. prosince 1931 vstoupil do NSDAP (členské číslo: 421 230) a stejného měsíce do SS jako SS-Mann (čl. č. SS 18 727). Dne 1. dubna 1934 vstoupil do vznikající SS-Verfügungstruppe v hodnosti SS-Sturmführers. Sloužil v SS-Standarte 2 „Germania“.
V červenci 1935 jako SS-Obersturmführer sloužil v (MG-)Kompanie der Standarte. V září 1936 byl uveden do hodnosti SS-Hauptsturmführer. Od prosince 1936 byl součástí 2. Kompanie SS-Standarte 1
„Deutschland“ v Mnichově.
Po Anšlusu se v březnu 1938 stal velitelem roty (Kompaniechef) Pluku tankových granátníků SS 4 „Der Führer“. Roku 1939 se zúčastnil invaze do Polska a v dubnu 1940 bitvy o Francii. Dne 1. října 1940 byl povýšen na SS-Sturmbannführera. Na jaře 1941 se zúčastnil jako součást 2. tankové divize SS „Das Reich“ útoku na Království Jugoslávie. Dne 12. července 1941 převzal velení po Georgu Kepplerovi nad Plukem tankových granátníků SS 4 „Der Führer“.
Během bitvy o Ržev velel 2000 mužům, z nichž přežilo jen 35.
Po bitvě u Stalingradu roku 1943 byla jeho divize jako součást II. tankového sboru SS přemístěna na ohrožený úsek a zúčastnila se bitvy o Charkov. Poté předal velení Sylvesteru Stadlerovi a odešel do Německa.
V červenci 1943 byl jmenován náčelníkem štábu V. dobrovolnického horského sboru SS pod vedením Artura Phlepse. Bojoval proti Jugoslávským partyzánům. Dne 30. ledna 1944 se stal velitelem 7. dobrovolnické horské divize SS Prinz Eugen. Byl povýšen na SS-Oberführera.
Dne 28. března 1944 jeho divize zabila obyvatele vesnic v oblasti Kninu. Během Sedmého Norimberského procesu byl počet obětí vyčíslen na 2014 z 22 vesnic.
Dne 9. listopadu 1944 získal hodnost SS-Brigadeführer a Generalmajor der Waffen-SS, stáhl se k Maďarsku.
V březnu 1945 se jako velitel 1. tankové divize SS „Leibstandarte SS Adolf Hitler“ zúčastnil Operace Jarní probuzení. Operace byla neúspěšná a museli ustoupit směrem k Vídni.
Po svém dopadení byl Armádou Spojených států amerických odvezen do Internačního tábora Dachau. Následně byl šest měsíců vyslýchán v Norimberku při Sedmém Norimberském procesu a znovu odvezen do Dachau. Před vydáním do Jugoslávie utekl přes zeď tábora.
Dne 1. ledna 1949 byla v Hamburku založena skupina Kameradschaftsgruppe der Waffen-SS, která se poté stala organizací HIAG (veteránská organizace členů Waffen-SS). Otto Kumm se stal jejím předsedou. V říjnu 1951 se setkal s politiky SPD Kurtem Schumacherem, Annemarie Renger a Herbertem Wehnerem. Tématem rozhovoru byla údajná diskriminace bývalých příslušníků Waffen-SS.
Roku 1952 se vrátil ke své profesi sazeče v Hubert Burda Media. Byl také technickým vedoucím v Offenburgu. Roku 1975 odešel do důchodu.
Zemřel 23. března 2004.

## Kariérní postup

### Hodnosti
- SS-Obertruppführer – 9. listopadu 1932
- SS-Sturmführer – 15. února 1934
- SS-Obersturmführer – 12. srpna 1934
- SS-Hauptsturmführer – 13. září 1936
- SS-Sturmbannführer – 1. září 1940
- SS-Obersturmbannführer – 1. října 1941
- SS-Standartenführer – 20. dubna 1943
- SS-Oberführer – 30. ledna 1944
- SS-Brigadeführer a Generalmajor der Waffen-SS – 9. listopadu 1944

### Vyznamenání
- Železný kříž 2. třídy (1940)
- Železný kříž 1. třídy (1940)
- Odznak za zranění (1940)
- Německý kříž zlatý (1941)
- Rytířský kříž Železného kříže
  - Rytířský kříž (1942)
  - Rytířský kříž s dubovou ratolestí (1942)
  - Rytířský kříž s dubovou ratolestí a meči (1945)
- Medaile za východní frontu (1942)
- Řád koruny krále Zvonimira (1944)